# پزارو
شهر  پزارو (به ایتالیایی: Pesaro) با جمعیت ۹۳٬۴۸۸ نفر  در ناحیه مارکه در کشور ایتالیا واقع شده‌است.